# Трейсі О'Коннор
Трейсі О'Коннор (англ. Tracey O'Connor; нар. 24 вересня 1982) — колишня новозеландська тенісистка.
Найвищу одиночну позицію світового рейтингу — 417 місце досягла 8 липня 2002, парну — 460 місце — 3 грудня 2001 року.
Завершила кар'єру 2006 року.

## Фінали ITF (0–2)

### Парний розряд (0–2)
| Легенда          |
| ---------------- |
| турніри $100,000 |
| турніри $75,000  |
| турніри $50,000  |
| турніри $25,000  |
| турніри $10,000  |

| Фінали за покриттям |
| ------------------- |
| Тверде (0–1)        |
| Ґрунт (0–1)         |
| Трава (0–0)         |
| Килим (0–0)         |

| Результат | Ранг | Дата            | Категорія | Турнір                        | Покриття | Партнерка    | Суперниці                   | Рахунок       |
| --------- | ---- | --------------- | --------- | ----------------------------- | -------- | ------------ | --------------------------- | ------------- |
| Поразка   | 1.   | 1 липня 2001    | $10,000   | Едмонд (Оклахома), США        | Тверде   | Ілк Джерс    | Мішелл Дассо Джулія Дітті   | 4–6, 5–7      |
| Поразка   | 2.   | 30 вересня 2001 | $10,000   | Ролі (Північна Кароліна), США | Ґрунт    | Ліенн Бейкер | Еллісон Бейкер Мелінда Цінк | 4–6, 6–1, 4–6 |

## Участь у Кубку Федерації

### Одиночний розряд
| Розіграш                                        | Стадія | Дата           | Місце           | Супротивник       | Покриття | Суперниця                    | W/L | Рахунок       |
| ----------------------------------------------- | ------ | -------------- | --------------- | ----------------- | -------- | ---------------------------- | --- | ------------- |
| Кубок Федерації 2001 зона Азії/Океанії, група I | R/R    | 11 квітня 2001 | Гаосюн, Тайвань | Індія             | Тверде   | Маніша Малхотра              | W   | 6–1, 3–6, 6–3 |
| Кубок Федерації 2001 зона Азії/Океанії, група I | R/R    | 13 квітня 2001 | Гаосюн, Тайвань | Pacific Oceania   | Тверде   | Pacific Oceania Ніколь Ангат | W   | 6–3, 6–0      |
| Кубок Федерації 2002 зона Азії/Океанії, група I | R/R    | 4 березня 2002 | Ґуанчжоу, КНР   | Південна Корея    | Тверде   | Чон Мі Ра                    | L   | 0–6, 3–6      |
| Кубок Федерації 2002 зона Азії/Океанії, група I | R/R    | 5 березня 2002 | Ґуанчжоу, КНР   | Китайський Тайбей | Тверде   | Чжань Цзіньвей               | L   | 0–6, 6–3, 0–6 |

## Фінали ITF серед юніорів

### Одиночний розряд (2/2)
| Легенда           |
| ----------------- |
| Junior Grand Slam |
| Категорія GA      |
| Категорія G1      |
| Категорія G2      |
| Категорія G3      |
| Категорія G4      |
| Категорія G5      |

| Результат | Ранг | Дата           | Турнір                                                | Місце                                 | Покриття | Суперниця       | Рахунок       |
| --------- | ---- | -------------- | ----------------------------------------------------- | ------------------------------------- | -------- | --------------- | ------------- |
| Поразка   | 1.   | 19 липня 1998  | Нова Зеландія 18 & Under Indoor Championships         | Окленд (Нова Зеландія), Нова Зеландія | Тверде   | Монік Адамчак   | 6–4, 0–6, 3–6 |
| Перемога  | 1.   | 18 липня 1999  | Jetsave Нова Зеландія 18 & Under Indoor Championships | Окленд (Нова Зеландія), Нова Зеландія | Тверде   | Лорен Бредмор   | 6–4, 6–0      |
| Перемога  | 2.   | 13 лютого 2000 | Auckland 18 & Under Summer Championships              | Окленд (Нова Зеландія), Нова Зеландія | Тверде   | Ейша Бернз      | 6–0, 6–3      |
| Поразка   | 2.   | 16 квітня 2000 | Відкритий чемпіонат Японії Junior Championships       | Нагоя, Японія                         | Килим    | Джейн О'Доног'ю | 6–3, 0–6, 5–7 |

### Парний розряд (1/1)
| Легенда           |
| ----------------- |
| Junior Grand Slam |
| Категорія GA      |
| Категорія G1      |
| Категорія G2      |
| Категорія G3      |
| Категорія G4      |
| Категорія G5      |

| Результат | Ранг | Дата            | Турнір                                                | Місце                                 | Покриття | Партнерка   | Суперниці                    | Рахунок       |
| --------- | ---- | --------------- | ----------------------------------------------------- | ------------------------------------- | -------- | ----------- | ---------------------------- | ------------- |
| Перемога  | 1.   | 18 липня 1999   | Jetsave Нова Зеландія 18 & Under Indoor Championships | Окленд (Нова Зеландія), Нова Зеландія | Тверде   | Ілк Джерс   | Еден Марама Пола Марама      | 6–4, 7–5      |
| Поразка   | 1.   | 26 березня 2000 | Сінгапур International Junior Championships           | Сінгапур                              | Тверде   | Ніколь Кріз | Деа Сумантрі Анжелік Віджайя | 5–7, 6–3, 0–6 |